# 九灘駅
九灘駅（クタンえき、朝鮮語: 구탄역）は、朝鮮民主主義人民共和国の黄海南道松禾郡の駅で、殷栗線に属する。 

## 隣の駅
殷栗線
水橋駅 - 九灘駅 - 松禾駅